# Municipio de Greene (condado de Franklin)
El municipio de Greene (en inglés: Greene Township) es un municipio ubicado en el condado de Franklin en el estado estadounidense de Pensilvania. En el año 2000 tenía una población de 12.284 habitantes y una densidad poblacional de 83.6 personas por km².

## Geografía
El municipio de Greene se encuentra ubicado en las coordenadas 40°01′00″N 77°36′59″O / 40.01667, -77.61639.

## Demografía
Según la Oficina del Censo en 2000 los ingresos medios por hogar en la localidad eran de $44,380 y los ingresos medios por familia eran de $51,506. Los hombres tenían unos ingresos medios de $32,336 frente a los $25,675 para las mujeres. La renta per cápita de la localidad era de $23,288. Alrededor del 6% de la población estaba por debajo del umbral de pobreza.